# Cattedrale di San Giorgio (Jur'ev-Pol'skij)
La cattedrale di San Giorgio (in russo Георгиевский собор?) è un'antica chiesa della città di Jur'ev-Pol'skij, in Russia. Fa parte del gruppo di chiese costruite durante il periodo del Principato di Vladimir-Suzdal' e sopravvissute all'Invasione mongola della Russia. Tuttavia, diversamente da altre chiese della stessa zona, la cattedrale non è stata inclusa nella lista dei patrimoni dell'umanità UNESCO che comprende gli edifici conosciuti con il nome di "monumenti bianchi di Vladimir e Suzdal'".

## Storia e descrizione
Nel corso del XII secolo il cuore politico e culturale della Rus' si spostò da Kiev a Vladimir. Jur'ev-Pol'skij fu fondata dal principe di Rostov e Suzdal' Jurij Dolgorukij nel 1152. Il nome della nuova città derivava dal riferimento a San Giorgio (il nome Jurij è una variante russa del nome del santo). Al momento della fondazione della città, Dolgorukij fece costruire una cattedrale dedicata al santo che aveva dato il nome alla città. Si presume che l'edificio fosse simile alla cattedrale della Trasfigurazione di Pereslavl'-Zalesskij ed alla chiesa di Boris e Gleb di Kidekša. Dopo il definitivo trasferimento della capitale a Vladimir messo in atto da Andrea Bogoljubskij, Jur'ev-Pol'skij rimase sotto il controllo dei principi di Vladimir fino al 1212, anno in cui la città divenne dominio di Svjatoslav III.

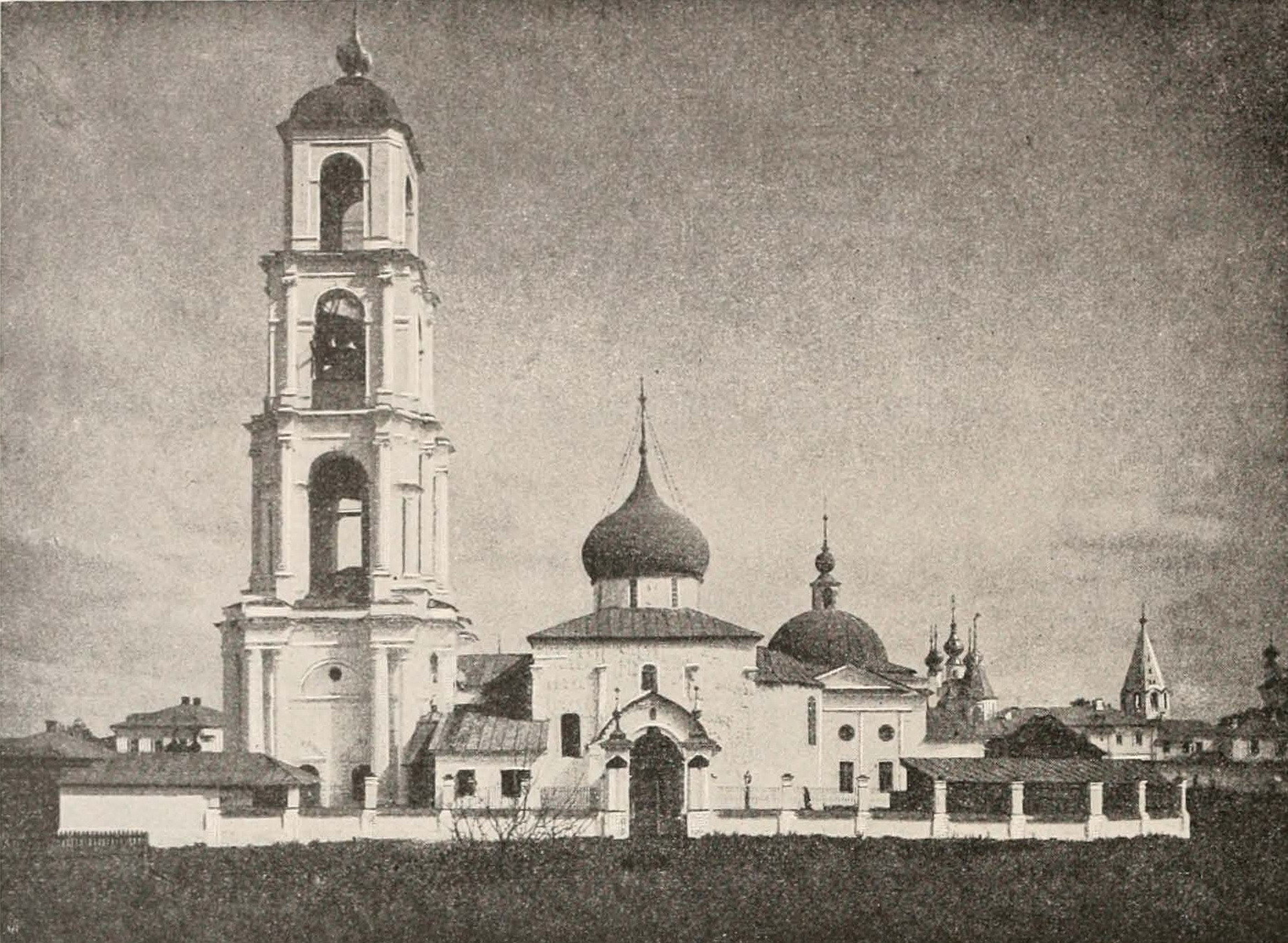
La cattedrale in una foto del 1899

Verso il 1230 la cattedrale venne considerata troppo fatiscente per essere restaurata. Il principe Svjatoslav III supervisionò quindi la costruzione di una nuova chiesa. L'edificio fu realizzato in circa 4 anni e divenne un esempio architettonico per altre chiese sorte in seguito nel paese. Nel 1252 il principe che aveva voluto la nuova cattedrale fu sepolto al suo interno.
Nel 1460 la cattedrale subì un crollo, evento che all'epoca fu considerato un disastro nazionale. L'architetto e scultore Vasilij Ermolin fu inviato in città per restaurare l'edificio. Egli affermò di voler restituire alla cattedrale la propria fisionomia originaria, tuttavia, più tardi divenne chiaro che ciò non fu totalmente vero. Durante il crollo del 1460 la parete nord fu quella che riportò meno danni. Tutti gli altri muri risultarono parzialmente distrutti e ciò comportò la perdita delle sculture presenti su di essi. Ermolin tentò di recuperare tali sculture, ma vi riuscì solo parzialmente. Fu in grado di ricostruire i rilievi che raffiguravano la Trinità nella parete sud, ma non poté fare altrettanto con le altre sculture. In esse si combinavano forme umane ed animali con motivi ornamentali di natura floreale. È probabile che i lavori furono realizzati in due momenti distinti e da diverse squadre di artisti.
Nel XVII secolo a fianco della cattedrale venne costruita una torre campanaria. Due secoli dopo altri interventi modificarono l'aspetto della struttura. In epoca sovietica tutti gli edifici adiacenti alla cattedrale (compreso il campanile) furono abbattuti e la chiesa fu trasformata in un museo.

## Galleria d'immagini

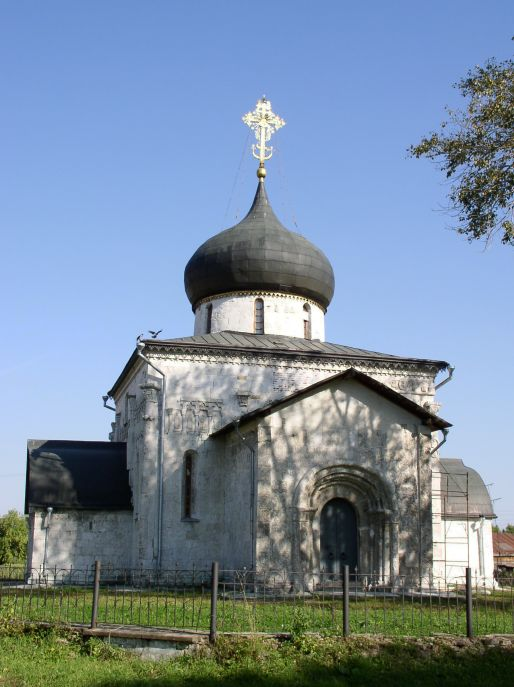
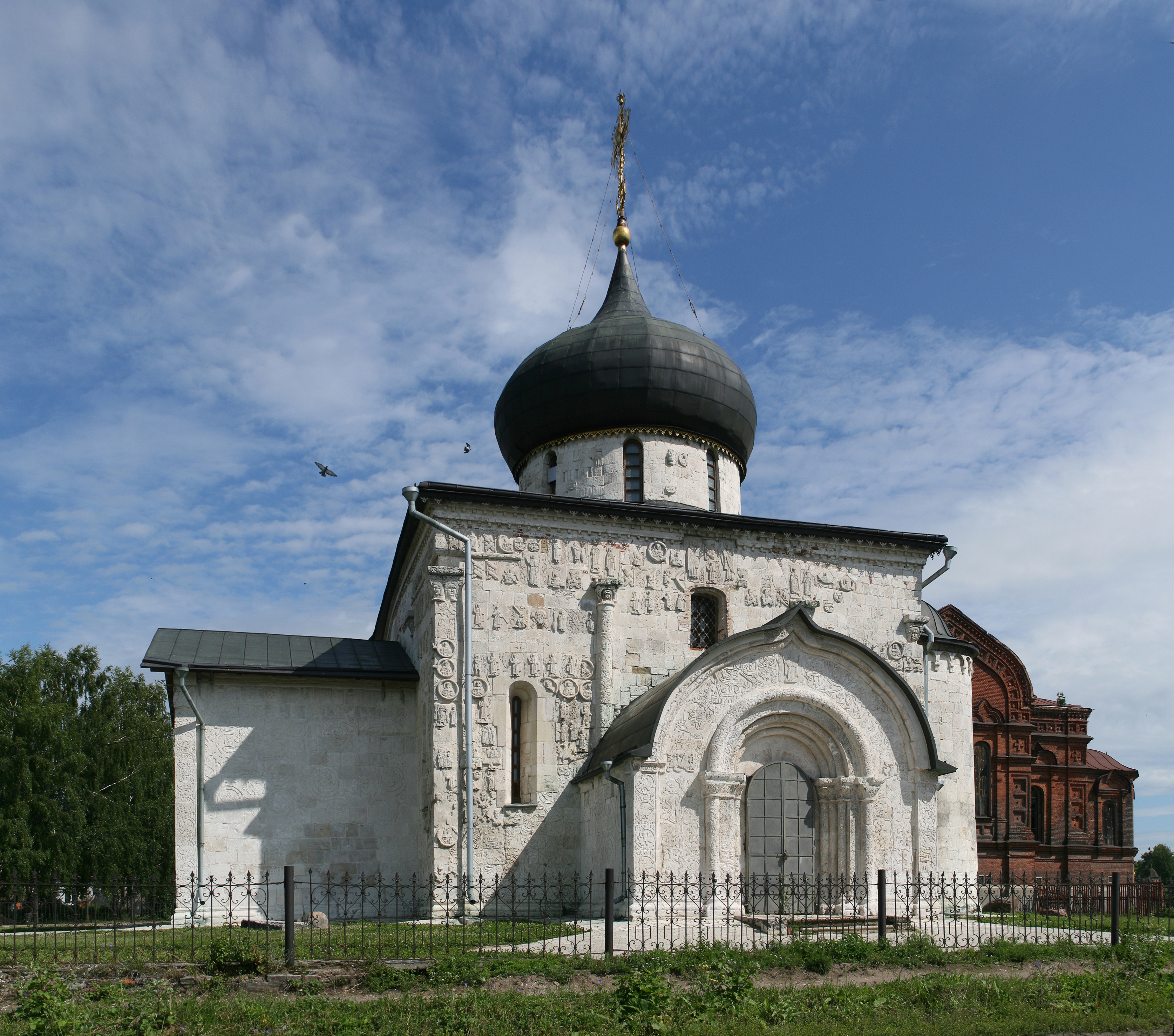
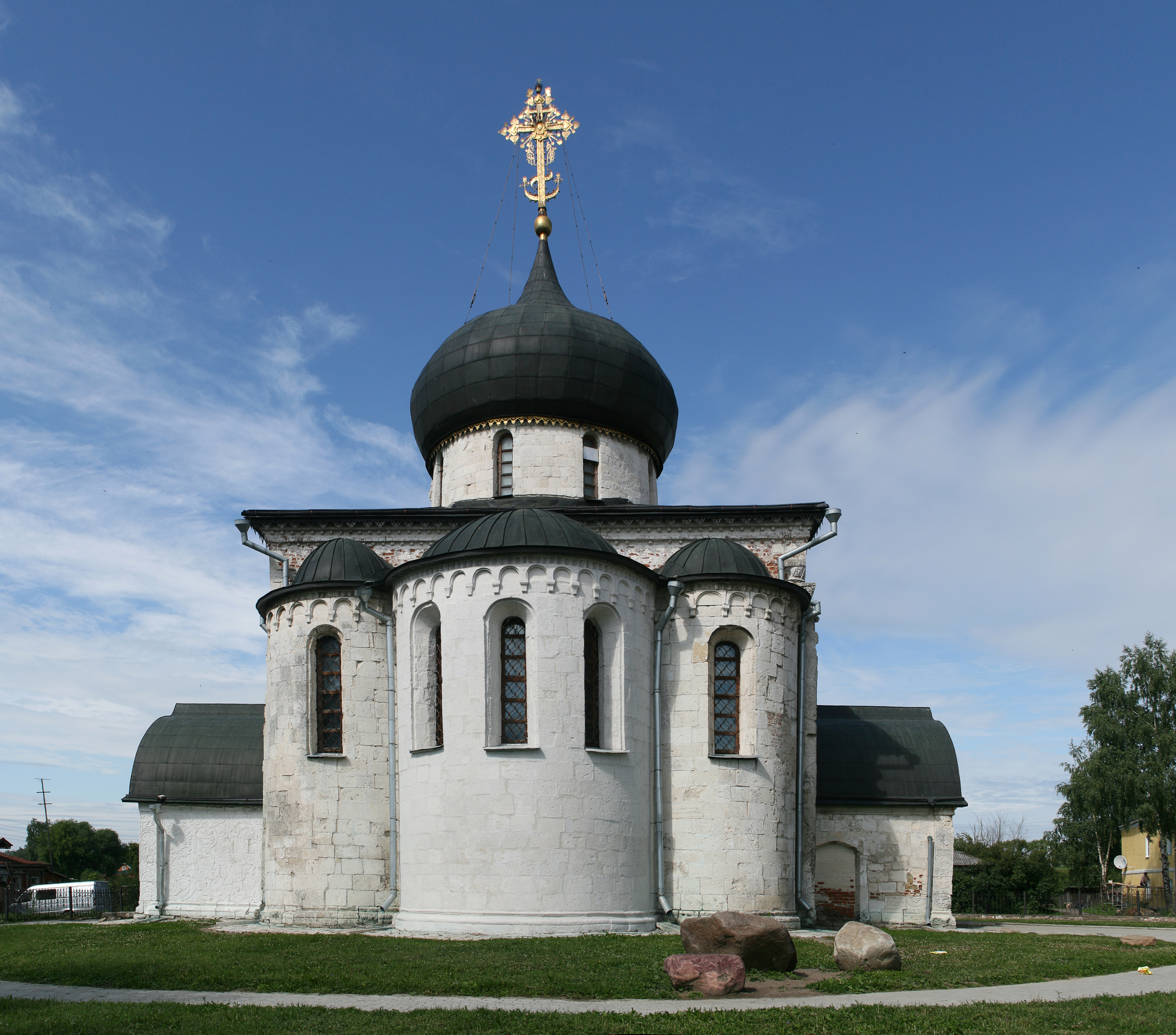
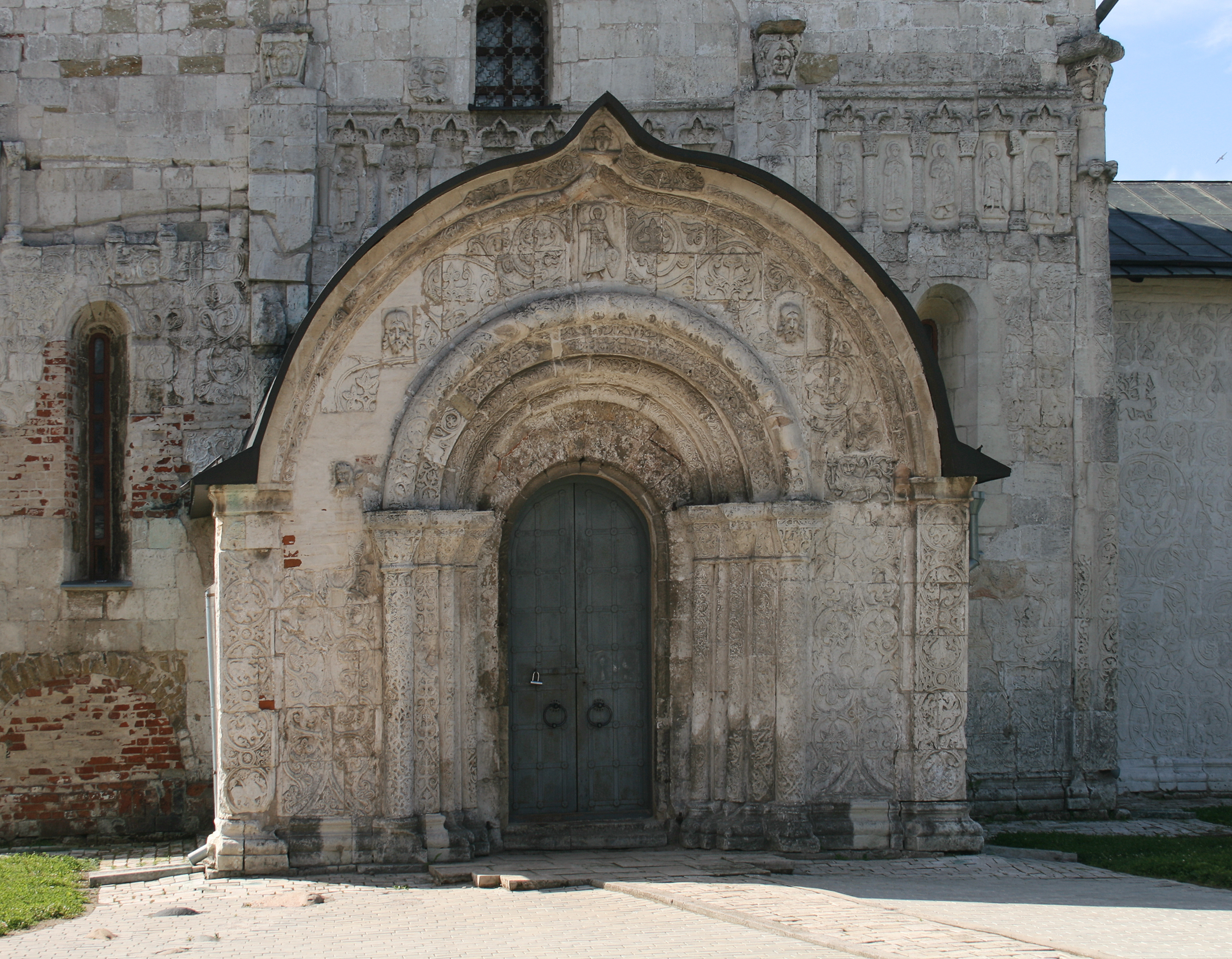
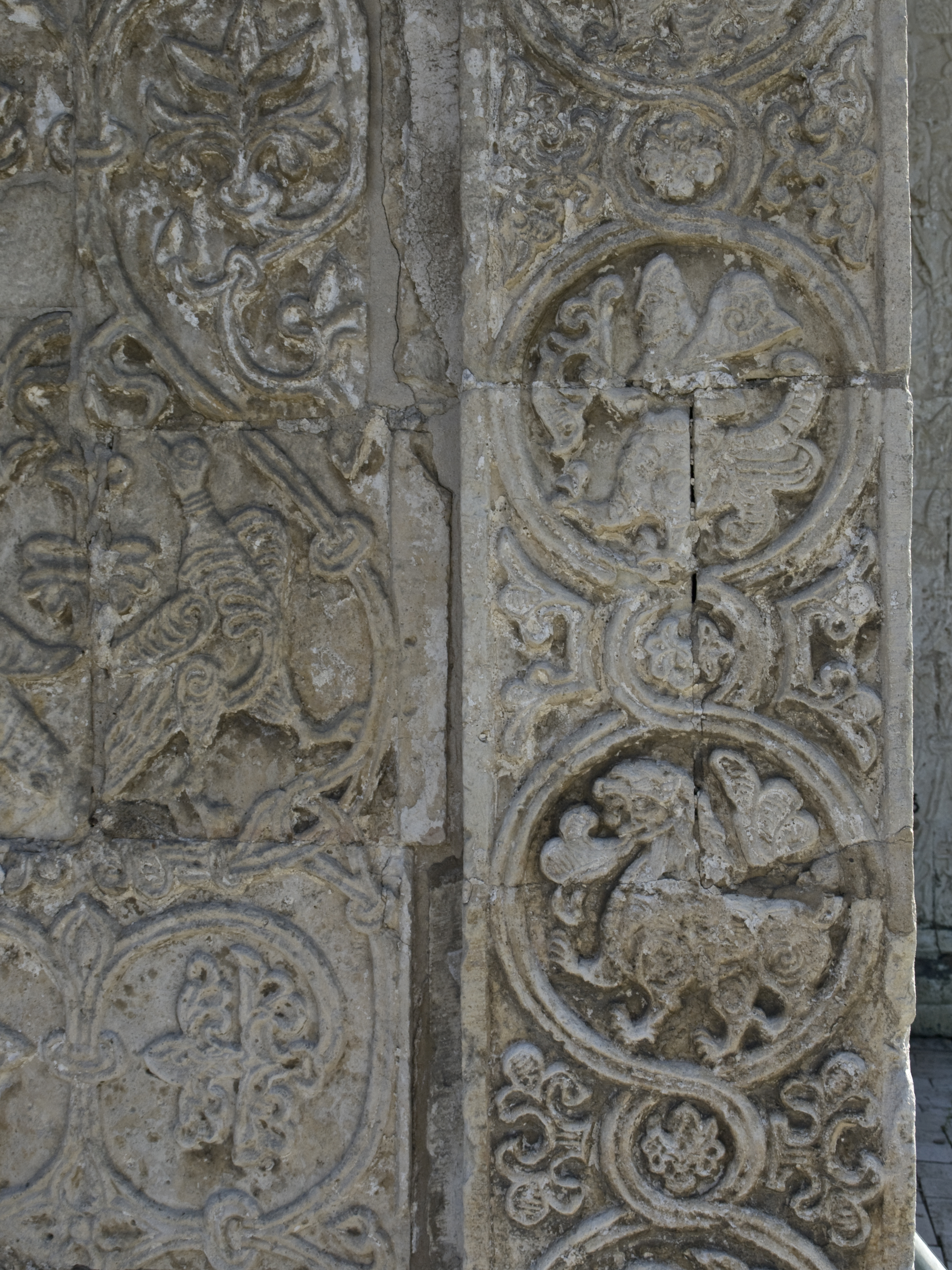